# Даріо Верон
Даріо Анастасіо Верон Мальдонадо (ісп. Darío Anastacio Verón Maldonado; 26 липня 1979, Сан Ігнасіо, Парагвай) — парагвайський футболіст, захисник «УНАМ Пумас» та збірної Парагваю. Учасник чемпіонату світу з футболу 2010 року.

## Титули і досягнення
- Срібний призер Кубка Америки: 2011